# Lietuvos Krepšinio Lyga
Lietuvos Krepšinio Lyga (hr: Litavska košarkaška liga) je najviši razred litavskog košarkaškog natjecanja.

## Klubovi u sezoni 2008./09.
- U sezoni 2008/09. nastupaju sljedeće momčadi: 
  - BC Aisčiai-Atletas - Kaunas
  - BC Lietuvos Rytas - Vilnius
  - KK Neptūnas -  Klaipėda
  - KK Nevėžis -  Kėdainiai
  - BC Techasas -  Panevėžys
  - BC Sakalai -  Vilnius
  - BC Šiauliai -  Šiauliai
  - BC Arvi-Sūduva -  Marijampolė
  - BC Žalgiris -  Kaunas
  - BC Alytus -  Alytus
  - Kaunas TRIOBET -  Kaunas

## Državni prvaci
| Godina      | Prvak             | Finalist           | Rezultat |
| 1993./1994. | Žalgiris Kaunas   | BC Aisčiai-Atletas | 3:1      |
| 1994./1995. | Žalgiris Kaunas   | BC Aisčiai-Atletas | 3:0      |
| 1995./1996. | Žalgiris Kaunas   | BC Aisčiai-Atletas | 3:2      |
| 1996./1997. | Žalgiris Kaunas   | Žemaitijos Olimpas | 3:0      |
| 1997./1998. | Žalgiris Kaunas   | BC Aisčiai-Atletas | 3:1      |
| 1998./1999. | Žalgiris Kaunas   | BC Lietuvos Rytas  | 3:0      |
| 1999./2000. | BC Lietuvos Rytas | Žalgiris Kaunas    | 3:1      |
| 2000./2001. | Žalgiris Kaunas   | BC Lietuvos Rytas  | 3:2      |
| 2001./2002. | BC Lietuvos Rytas | Žalgiris Kaunas    | 4:3      |
| 2002./2003. | Žalgiris Kaunas   | BC Lietuvos Rytas  | 4:2      |
| 2003./2004. | Žalgiris Kaunas   | BC Lietuvos Rytas  | 4:0      |
| 2004./2005. | Žalgiris Kaunas   | BC Lietuvos Rytas  | 4:0      |
| 2005./2006. | BC Lietuvos Rytas | Žalgiris Kaunas    | 4:0      |
| 2006./2007. | Žalgiris Kaunas   | BC Lietuvos Rytas  | 4:2      |
| 2007./2008. | Žalgiris Kaunas   | BC Lietuvos Rytas  | 4:1      |
| 2008./2009. | BC Lietuvos Rytas | Žalgiris Kaunas    | 4:1      |

## Vanjske poveznice
- Službena stranica

| Bivše države: | Čehoslovačka • DR Njemačka • Jugoslavija • Srbija i Crna Gora • SSSR |

| eurokupovi            | Euroliga • ULEB Eurokup • FIBA Liga prvaka • FIBA Europe Cup |
|                       | |
| bivši eurokupovi      | Kup prvaka / FIBA Euroliga (1958.-2001.) • KPK / Eurokup / Saporta kup (1966.-2002.) • Kup Radivoja Koraća (1972.-2002.) • EuroChallenge (2003.-2015.) • Eurokup Challenge (2002.-2007.) • Regional Challenge (2002./03.) |
|                       | |
| regionalne lige       | VTB liga • Jadranska liga • Baltička liga • Balkanska liga • Alpe Adria Cup |
| bivše regionalne lige | NEBL • CEBL |

| bivše regionalne lige | NEBL • CEBL |

| SAD              | glavne lige National Basketball Association • NBL (1937.-1949.) • ABA (1967.-1976.) niže lige NBA D • CBA sveučilišne lige NCAA Divizija I • NCAA Divizija II • NCAA Divizija III • NAIA |
|                  | |
| međunarodne lige | FIBA Americas League • Liga Sudamericana • Kup prvaka Južne Amerike |
| glavne lige      | National Basketball Association • NBL (1937.-1949.) • ABA (1967.-1976.) |
|                  | |
| niže lige        | NBA D • CBA |
|                  | |
| sveučilišne lige | NCAA Divizija I • NCAA Divizija II • NCAA Divizija III • NAIA |

| glavne lige      | National Basketball Association • NBL (1937.-1949.) • ABA (1967.-1976.) |
|                  |                                                                         |
| niže lige        | NBA D • CBA                                                             |
|                  |                                                                         |
| sveučilišne lige | NCAA Divizija I • NCAA Divizija II • NCAA Divizija III • NAIA           |

| međunarodne lige | Azijski kup prvaka • ABA klupsko prvenstvo • ASEAN liga • Zapadnoazijska liga |

| Bivše države: | Čehoslovačka • DR Njemačka • Jugoslavija • Srbija i Crna Gora • SSSR |

| eurokupovi            | Euroliga • ULEB Eurokup • FIBA Liga prvaka • FIBA Europe Cup |
|                       | |
| bivši eurokupovi      | Kup prvaka / FIBA Euroliga (1958.-2001.) • KPK / Eurokup / Saporta kup (1966.-2002.) • Kup Radivoja Koraća (1972.-2002.) • EuroChallenge (2003.-2015.) • Eurokup Challenge (2002.-2007.) • Regional Challenge (2002./03.) |
|                       | |
| regionalne lige       | VTB liga • Jadranska liga • Baltička liga • Balkanska liga • Alpe Adria Cup |
| bivše regionalne lige | NEBL • CEBL |

| bivše regionalne lige | NEBL • CEBL |

| SAD              | glavne lige National Basketball Association • NBL (1937.-1949.) • ABA (1967.-1976.) niže lige NBA D • CBA sveučilišne lige NCAA Divizija I • NCAA Divizija II • NCAA Divizija III • NAIA |
|                  | |
| međunarodne lige | FIBA Americas League • Liga Sudamericana • Kup prvaka Južne Amerike |
| glavne lige      | National Basketball Association • NBL (1937.-1949.) • ABA (1967.-1976.) |
|                  | |
| niže lige        | NBA D • CBA |
|                  | |
| sveučilišne lige | NCAA Divizija I • NCAA Divizija II • NCAA Divizija III • NAIA |

| glavne lige      | National Basketball Association • NBL (1937.-1949.) • ABA (1967.-1976.) |
|                  |                                                                         |
| niže lige        | NBA D • CBA                                                             |
|                  |                                                                         |
| sveučilišne lige | NCAA Divizija I • NCAA Divizija II • NCAA Divizija III • NAIA           |

| međunarodne lige | Azijski kup prvaka • ABA klupsko prvenstvo • ASEAN liga • Zapadnoazijska liga |

| Bivše države: | Čehoslovačka • DR Njemačka • Jugoslavija • Srbija i Crna Gora • SSSR |

| eurokupovi            | Euroliga • ULEB Eurokup • FIBA Liga prvaka • FIBA Europe Cup |
|                       | |
| bivši eurokupovi      | Kup prvaka / FIBA Euroliga (1958.-2001.) • KPK / Eurokup / Saporta kup (1966.-2002.) • Kup Radivoja Koraća (1972.-2002.) • EuroChallenge (2003.-2015.) • Eurokup Challenge (2002.-2007.) • Regional Challenge (2002./03.) |
|                       | |
| regionalne lige       | VTB liga • Jadranska liga • Baltička liga • Balkanska liga • Alpe Adria Cup |
| bivše regionalne lige | NEBL • CEBL |

| bivše regionalne lige | NEBL • CEBL |

| SAD              | glavne lige National Basketball Association • NBL (1937.-1949.) • ABA (1967.-1976.) niže lige NBA D • CBA sveučilišne lige NCAA Divizija I • NCAA Divizija II • NCAA Divizija III • NAIA |
|                  | |
| međunarodne lige | FIBA Americas League • Liga Sudamericana • Kup prvaka Južne Amerike |
| glavne lige      | National Basketball Association • NBL (1937.-1949.) • ABA (1967.-1976.) |
|                  | |
| niže lige        | NBA D • CBA |
|                  | |
| sveučilišne lige | NCAA Divizija I • NCAA Divizija II • NCAA Divizija III • NAIA |

| glavne lige      | National Basketball Association • NBL (1937.-1949.) • ABA (1967.-1976.) |
|                  |                                                                         |
| niže lige        | NBA D • CBA                                                             |
|                  |                                                                         |
| sveučilišne lige | NCAA Divizija I • NCAA Divizija II • NCAA Divizija III • NAIA           |

| međunarodne lige | Azijski kup prvaka • ABA klupsko prvenstvo • ASEAN liga • Zapadnoazijska liga |

| Bivše države: | Čehoslovačka • DR Njemačka • Jugoslavija • Srbija i Crna Gora • SSSR |

| eurokupovi            | Euroliga • ULEB Eurokup • FIBA Liga prvaka • FIBA Europe Cup |
|                       | |
| bivši eurokupovi      | Kup prvaka / FIBA Euroliga (1958.-2001.) • KPK / Eurokup / Saporta kup (1966.-2002.) • Kup Radivoja Koraća (1972.-2002.) • EuroChallenge (2003.-2015.) • Eurokup Challenge (2002.-2007.) • Regional Challenge (2002./03.) |
|                       | |
| regionalne lige       | VTB liga • Jadranska liga • Baltička liga • Balkanska liga • Alpe Adria Cup |
| bivše regionalne lige | NEBL • CEBL |

| bivše regionalne lige | NEBL • CEBL |

| SAD              | glavne lige National Basketball Association • NBL (1937.-1949.) • ABA (1967.-1976.) niže lige NBA D • CBA sveučilišne lige NCAA Divizija I • NCAA Divizija II • NCAA Divizija III • NAIA |
|                  | |
| međunarodne lige | FIBA Americas League • Liga Sudamericana • Kup prvaka Južne Amerike |
| glavne lige      | National Basketball Association • NBL (1937.-1949.) • ABA (1967.-1976.) |
|                  | |
| niže lige        | NBA D • CBA |
|                  | |
| sveučilišne lige | NCAA Divizija I • NCAA Divizija II • NCAA Divizija III • NAIA |

| glavne lige      | National Basketball Association • NBL (1937.-1949.) • ABA (1967.-1976.) |
|                  |                                                                         |
| niže lige        | NBA D • CBA                                                             |
|                  |                                                                         |
| sveučilišne lige | NCAA Divizija I • NCAA Divizija II • NCAA Divizija III • NAIA           |

| međunarodne lige | Azijski kup prvaka • ABA klupsko prvenstvo • ASEAN liga • Zapadnoazijska liga |